# Jöns Bromée
Jöns Bromée (i riksdagen kallad Bromée i Billsta) , född 10 januari 1841 i Hackås, Jämtlands län, död där 25 augusti 1931, var en svensk lantbrukare och politiker (liberal), partiledare för Folkpartiet 1895–1900.
Jöns Bromée, som härstammar från den gamla jämtländska frälseätten Skancke, fick endast sju veckors undervisning i folkskola och var från fjorton års ålder jordbruks- och vägarbetare. Han var anställd som virkesuppköpare för Tunadals AB 1859–1862, men slog sig efter giftermålet 1863 ner som lantbrukare i Billsta (vid Billstaån) i födelsesocknen Hackås. Redan vid 15 års ålder hade han börjat på egen hand hålla auktioner, och 1868–1871 hade han upprepade gånger förordnande som vice länsman. I hemorten har han erhållit en mängd kommunala uppdrag, bland annat som landstingsman i sammanlagt 20 år under tiden 1879–1904. 
Han var riksdagsledamot för Jämtlands östra domsagas valkrets från extravalet 1887 till 1911. I riksdagen tillhörde han det frihandelsvänliga Gamla lantmannapartiet 1888–1894, men när detta återförenades med tullvännerna i Nya lantmannapartiet 1895 deltog han i stället i bildandet av en ny liberal partigrupp, Folkpartiet, där han hela tiden var förtroenderådets ordförande. År 1900 uppgick Folkpartiet i Liberala samlingspartiet, som han därefter tillhörde under återstoden av sin riksdagstid och i vars förtroenderåd han ingick som ledamot.
I riksdagen var han bland annat ledamot i bevillningsutskottet 1894–1895, men uteslöts från utskottet efter brytningen med Lantmannapartiet. Han återkom dock till utskottet som ledamot 1900–1911 och var också utskottets vice ordförande vid de lagtima riksmötena 1903–1906. Som riksdagsledamot var han starkt engagerad för avskaffade livsmedelstullar, skärpt alkoholpolitik och utvidgad rösträtt.
Jöns Bromée var en av dem som sagt sig ha sett Storsjöodjuret.